# Killer Elite
Killer Elite (bra: Os Especialistas; prt: Killer Elite - O Confronto) é um filme franco-britano-estadunidense de 2011 do gênero drama de ação e suspense, dirigido por Gary McKendry, com roteiro de Matt Sherring baseado no romance The Killer Elite, de Ranulph Fiennes.

## Sinopse
Membro afastado das Forças Especiais Britânicas precisa voltar à atividade e salvar seus amigos, e para isso junta-se a outros ex-parceiros com o objetivo de destruir um grupo de assassinos que pode provocar um conflito internacional.

## Elenco
- Jason Statham como Danny Bryce
- Clive Owen como Spike Logan
- Yvonne Strahovski como Anne Frazier
- Robert De Niro como Hunter
- Dominic Purcell como Davies
- Aden Young como Meier
- Adewale Akinnuoye-Agbaje como agente
- Kristy Barnes-Cullen como enfermeira
- Ben Mendelsohn como Martin
- Grant Bowler como Capitão James Cregg
- Matthew Nable como Pennock
- Jamie McDowell como Diane
- Chris Anderson como Finn
- Firass Dirani como Bakhait

## Recepção
Killer Elite teve recepção mista por parte da crítica especializada. Com uma pontuação de 25%, o Rotten Tomatoes publicou um consenso: "Uma rota totalmente descartável por Jason Statham, veiculada apenas por Clive Owen e Robert De Niro na mesma". Por comparação no Metacritic tem uma pontuação de 44 em 100, calculada em base de 29 avaliações.